# I'm Ready (singolo AJR)
I'm Ready è un singolo del gruppo musicale AJR, pubblicato il 22 agosto 2013 come primo estratto dal primo EP omonimo e come primo estratto dal terzo album in studio Living Room.

## Descrizione
Il brano utilizza un sample vocale di SpongeBob SquarePants che, nella serie televisiva eponima, pronuncia la frase "I'm Ready" (da qui il titolo) nell'episodio pilota Help Wanted.

## Video musicale
Il video musicale, diretto da Or Paz e Tom Trager, è stato reso disponibile su YouTube il 15 ottobre 2013.

## Tracce
Testi e musiche di Adam Met, Jack Met e Ryan Met.
1. I'm Ready – 3:47

## Classifiche

### Classifiche settimanali
| Classifica (2013-14) | Posizione massima |
| -------------------- | ----------------- |
| Australia            | 5                 |
| Stati Uniti          | 65                |

### Classifiche annuali
| Classifica (2014) | Posizione |
| ----------------- | --------- |
| Australia         | 46        |